# Т-34-85 Rudy

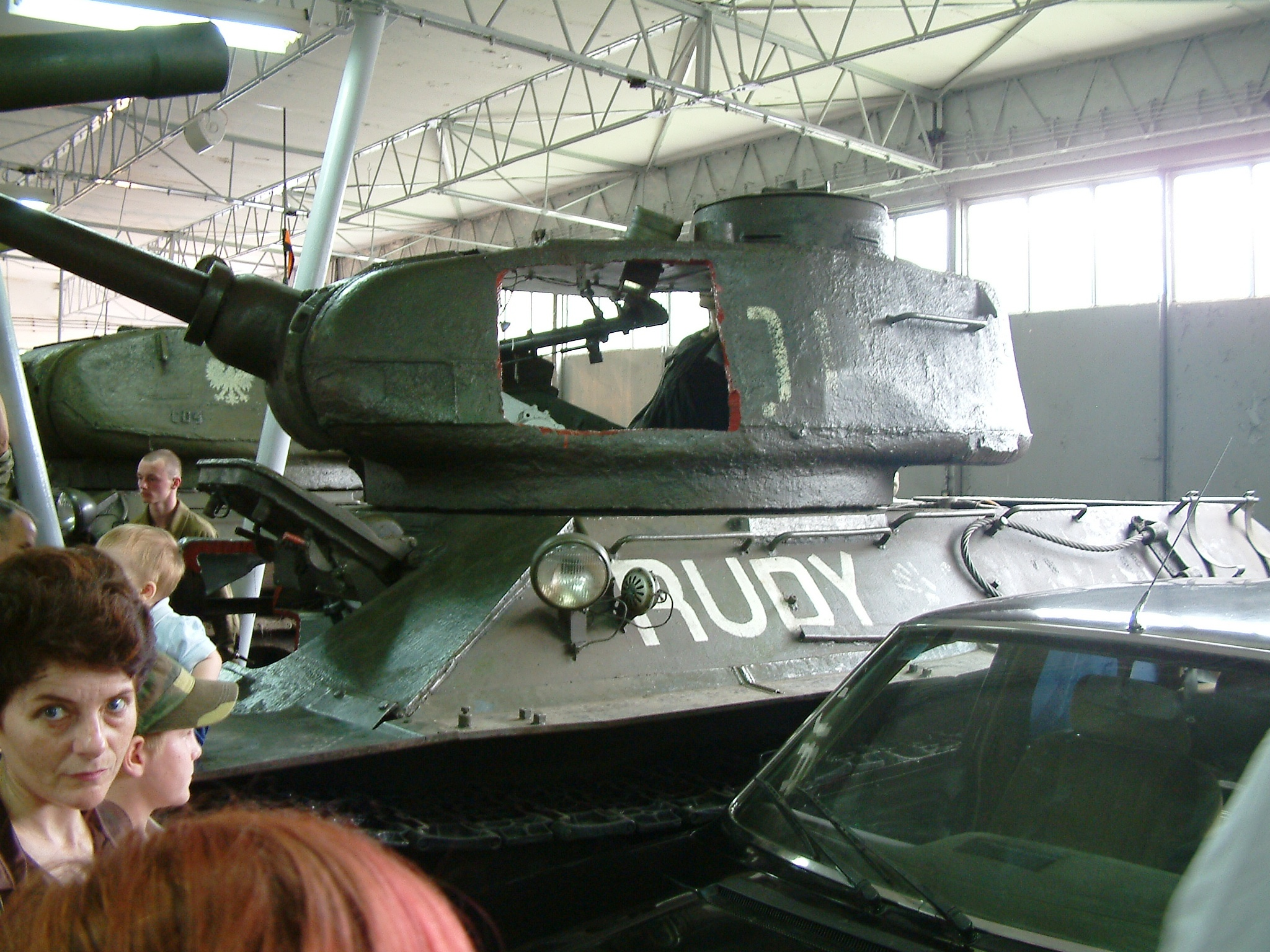
Макет для съёмки внутри танка в музее бронетанковой техники в Познани

Т-34-85 Rudy (пол. Rudy — «рыжий») — танк Т-34-85 (первоначально Т-34 обр. 1941/42 гг.), на котором сражались главные герои романа Януша Пшимановского «Четыре танкиста и собака» и одноимённого телесериала .

## Происхождение названия
Название было дано в честь рыжеволосой Маруси «Огонёк» (Пола Ракса), русской медсестры, невесты Янека (Януш Гайос).

## История танка
Rudy — советский танк Т-34 образца 1941/42 годов. Танк доставил Ольгерд Ярош в 1-ю танковую бригаду Героев Вестерплатте. В начале 1944 года ему был присвоен тактический бортовой номер «102». На заключительном этапе битвы под Студзянками экипаж решил дать танку имя. Густав Елень предложил назвать танк Gniady (с пол. — «гнедой»), но в итоге было принято решение назвать танк Rudy (с пол. — «рыжий») в честь рыжеволосой Маруси «Огонёк», возлюбленной Янека.
Во время штурма варшавского района Прага танк был подбит. Хотя большая часть экипажа была госпитализирована, Rudy смог продолжить бой. Танк был повреждён в ходе боёв под Вейхерово, но благодаря усилиям экипажа, желавшего продолжить бой на этой машине, на Rudy установили новый двигатель. После смерти Ольгерда новым командиром танка стал Янек, а его прежнюю должность занял рядовой Томаш Чересьняк. Экипаж был отправлен обратно на фронт, участвуя в нескольких боях с нацистами на Балтийском море, где они взаимодействовали с эскадроном вахмистра Калиты. При форсировании Одера вместе с 1-й пехотной дивизией экипаж попал в плен. Во время побега танк потерял башню, а затем был сожжён Янеком во время защиты захваченного им объекта.
В Ритцене экипажу дали новый танк Т-34-85, купленным на деньги благотворительного фонда в Гданьске. Машине был присвоен бортовой номер и название в честь предшественника, но в связи с тем, что экипаж увеличился до пяти человек, водитель бригады — капрал Франтишек Вихура, танк воевал над каналом Гогенцоллернов вместе с танками лейтенанта Козуба и мотоциклистов капрала Лажевского. Даниэль Лажевский участвовал в штурме Берлина, сражаясь за Тиргартен, где его прикрывала штурмовая группа сержанта Шавелло. После войны Rudy вместе с экипажем служили в Судетах.

## Танк в сериале
Во время съемок сериала из-за малого числа сохранившихся танков Т-34-76 с самого начала почти во всех эпизодах использовали танк Т-34-85. «Рыжего» играли три танка: два из Жагани и один из Вроцлава. После съёмок фильма танки из Жагани использовались в качестве мишеней на полигоне, со временем они были списаны. Вроцлавский танк сегодня можно увидеть в Музее автомобилей и технологий в Отрембусах недалеко от Варшавы.
В Музее бронетанковой техники представлен Т-34-85, который использовали во время съёмок сцен внутри танка во 2 и 3 сериях (в первой серии использовалась модель, построенная на студии во Вроцлаве).

## Экипаж танка

### Т-34 обр. 1941/42 гг.
Первый экипаж (с августа 1943 года до сентября 1944 года):
- командир — Ольгерд Ярош
- заряжающий — Густав Елень
- механик-водитель — Григорий Саакашвили
- стрелок-радист — Ян Кос

Второй экипаж (апрель 1945 года, после смерти лейтенанта Ольгерда Яроша):
- командир — Ян Кос
- заряжающий — Густав Елень
- механик-водитель — Григорий Саакашвили
- стрелок-радист — Станислав Кос

Третий экипаж (апрель 1945 года, от пополнения в Гданьске до утопления танка в Одре):
- командир — Ян Кос
- заряжающий — Густав Елень
- механик-водитель — Григорий Саакашвили
- стрелок-радист — Томаш Чересьняк

Т-34-85 
- командир — Ян Кос
- наводчик — Густав Елень
- заряжающий — Томаш Чересьняк
- механик-водитель — Григорий Саакашвили
- стрелок-радист — Франек Вихура

## Исторические прототипы
В штабной роте 1-го танкового полка 1-й бронетанковой бригады Героям Вестерплатте фактически служил Т-34 образца 1941/42 года с бортовым номером 102, командиром которого был Вацлав Феринец. Во время битвы под Студзянками 10 августа 1944 года экипажу удалось прорваться в окруженный советский батальон, снабдив его припасами. Некоторые солдаты польских бронетанковых войск на самом деле назвали свои танки, как показано в серии, например, «Рогач» (Т-34-85 № 1213 4-й бронетанковой бригады), «Тадеуш» (ИС-2 № 5100 5-й танковой бригады) или «Комуна» (Т-34 № 135 3-й роты 1-й Войска Польского).
В результате тяжёлых боев у Поморской стены и Гданьской Померании 1-я бронетанковая бригада не смогла продолжить боевые действия на фронте и была оставлена в Гданьске для защиты побережья. Однако была сформирована рота из десяти боевых Т-34-85, которые под командованием лейтенанта Павла Добрынина вошли в состав 4-го тяжёлого танкового полка. Хотя это подразделение не поддерживало польских пехотинцев, артиллеристов и сапёров, сражающихся на улицах Берлина, как показано в сериале, оно сражалось за канал Гогенцоллернов. Последняя боевая машина компании закончила боевой путь 5 мая 1945 года на Эльбе. Это был танк с бортовым номером «217», который попал в бригаду с дополнением, занявший место своего предшественника — Т-34 образца 1943 года. Этот танк был одним из четырёх Т-34-85, которые во время операции достигли берега моря в Труймясто - городской агломерации Гданська, Гдыни и Сопота, во время Поморской операции. Во время Берлинской операции командиром танка 217 был стрелок-радист предыдущего танка 217 Станислав Зелиньский.
Во время битвы под Боруйско танкисты 1-го танкового батальона из состава 1-й отдельной бронетанковой бригады имени Героев Вестерплатте участвовали вместе с бойцами 1-й отдельной кавалерийской бригады в бое с частями немецкой 163-й пехотной дивизией. Во время штурма Берлинской крепости солдаты Войска Польского сражались вместе с Красной Армией. Танкистов среди них не было, как показано в сериале, но в боях за столицу нацистской Германии воевали 1-я пехотная дивизия, 2-я гаубичная артиллерийская бригада, 1-я отдельная миномётная бригада и 6-й батальон понтонно-мостовых сооружений. Концентрационный лагерь Заксенхаузен также был освобождён солдатами 2-й пехотной дивизии без использования польской бронетехники.

## Где можно увидеть
- Польша — в музее бронетанковой техники Учебного центра польских сухопутных войск в Познани.
- Латвия — в частном военном музее в посёлке Свенте под Даугавпилсом.